# Александровка (Баянаульский район)
Александровка (каз. Александровка) — село в Баянаульском районе Павлодарской области Казахстана. Входит в состав Торайгыровского сельского округа. Расположено в 19 км к северу от Баянаула и в 14 км от села Торайгыр. Код КАТО — 553659200.
Село было основано в 1840-х годах при Александровском медеплавильном заводе Степаном Поповым и названо по имени его старшего сына Александра.

## Население
В 1985 году в селе проживали 268 человек, в 1999 году население села составляло 152 человека (84 мужчины и 68 женщин). По данным переписи 2009 года, в селе проживали 123 человека (69 мужчин и 54 женщины).